# Ricard Cardús
Ricard Cardús González (ur. 18 marca 1988 w Barcelonie) – hiszpański motocyklista.

## Kariera
Ricky jest siostrzeńcem byłego mistrza świata klasy 250cm3, Carlosa Cardusa, natomiast ściganie rozpoczął w wieku 14 lat w supermoto. Hiszpan zadebiutował w kategorii 125cm3 w 2005, od 2006 do 2008 brał udział w Mistrzostwach Hiszpanii CEV Buckler (kategoria 125cm3), zaliczył także 3 gościnne występy w MMŚ. 2009 spędził w Supersportach CEV, a 2010 w Moto2 CEV, dzięki dobrym wynikom zastąpił Bernata Martineza w ekipie Stop and Go World (Moto2), rok po tym wystartował we wszystkich eliminacjach klasy Moto2 z QMMF Racing Team. Przesiadł się do Argiñano Racing Team w 2012, następnie 2013 wiązał z NGM Mobile Forward Racing.
Groźny wypadek Alexa Marinelareny pozwolił Cardusowi na starty w sezonie 2014 Moto2, przepracował cały sezon, zajmując miejsca w przedziale od 7 do 26, przy czym dwukrotnie nie dojeżdżając do mety. W sezonie 2015 jeździł dla Tech 3 i JPMoto Malaysia, znacznie lepiej jeżdżąc dla drugiego, ale i to nie przyniosło mu sukcesów, zajmując 24. miejsce w klasyfikacji generalnej.

## Statystyki

### Sezony
| Sezon | Klasa | Motocykl | Wyścigi | Wygrane | Podia | PP | Najsz. okr. | Pkt. | Miejsce |
| ----- | ----- | -------- | ------- | ------- | ----- | -- | ----------- | ---- | ------- |
| 2007  | 125cc | Aprilia  | 1       | 0       | 0     | 0  | 0           | 0    | NC      |
| 2008  | 125cc | Derbi    | 2       | 0       | 0     | 0  | 0           | 0    | NC      |
| 2010  | Moto2 | Suter    | 9       | 0       | 0     | 0  | 0           | 0    | NC      |
| 2010  | Moto2 | Bimota   | 9       | 0       | 0     | 0  | 0           | 0    | NC      |
| 2011  | Moto2 | Moriwaki | 13      | 0       | 0     | 0  | 0           | 2    | 31      |
| 2012  | Moto2 | AJR      | 14      | 0       | 0     | 0  | 0           | 10   | 25      |
| 2013  | Moto2 | Speed Up | 17      | 0       | 0     | 0  | 0           | 9    | 23      |
| 2014  | Moto2 | Tech 3   | 18      | 0       | 0     | 0  | 0           | 45   | 18      |
| 2015  | Moto2 | Tech 3   | 17      | 0       | 0     | 0  | 0           | 20   | 24      |
| 2015  | Moto2 | Suter    | 17      | 0       | 0     | 0  | 0           | 20   | 24      |
| Razem |       |          | 91      | 0       | 0     | 0  | 0           | 86   |         |

### Starty
| Sezon | Klasa | Zespół   | 1      | 2      | 3      | 4      | 5       | 6      | 7      | 8      | 9      | 10     | 11      | 12     | 13      | 14     | 15     | 16      | 17      | 18     | Poz. | Pkt. |
| ----- | ----- | -------- | ------ | ------ | ------ | ------ | ------- | ------ | ------ | ------ | ------ | ------ | ------- | ------ | ------- | ------ | ------ | ------- | ------- | ------ | ---- | ---- |
| 2007  | 125cc | Aprilia  | QAT    | SPA    | TUR    | CHN    | FRA     | ITA    | CAT    | GBR    | NED    | GER    | CZE 23  | RSM    | POR DNS | JPN    | AUS    | MAL     | VAL     |        | NS   | 0    |
| 2008  | 125cc | Derbi    | QAT    | SPA    | POR    | CHN    | FRA     | ITA    | CAT 26 | GBR    | NED    | GER    | CZE     | RSM    | IND     | JPN    | AUS    | MAL     | VAL NU  |        | NS   | 0    |
| 2010  | Moto2 | Suter    | QAT    | SPA    | FRA    | ITA    | GBR     | NED    | CAT 23 |        |        |        |         |        |         |        |        |         |         |        | NS   | 0    |
| 2010  | Moto2 | Bimota   |        |        |        |        |         |        |        | GER NU | CZE 24 | IND NU | RSM 20  | ARA NU | JPN 27  | MAL    | AUS    | POR NU  | VAL DNS |        | NS   | 0    |
| 2011  | Moto2 | Moriwaki | QAT 17 | SPA 22 | POR 14 | FRA NU | CAT DNS | GBR    | NED 19 | ITA 22 | GER 28 | CZE 22 | IND 19  | RSM 21 | ARA 25  | JPN NU | AUS 17 | MAL DNS | VAL     |        | 31   | 2    |
| 2012  | Moto2 | AJR      | QAT 24 | SPA 19 | POR 15 | FRA NU | CAT 19  | GBR 23 | NED 18 | GER 13 | ITA 15 | IND 14 | CZE DNS | RSM    | ARA     | JPN 21 | MAL 14 | AUS 16  | VAL 15  |        | 25   | 10   |
| 2013  | Moto2 | Speed Up | QAT NU | AME 14 | SPA 20 | FRA NC | ITA 19  | CAT 23 | NED 16 | GER 16 | IND 18 | CZE 18 | GBR 17  | RSM NU | ARA 19  | MAL 13 | AUS 12 | JPN 17  | VAL 22  |        | 23   | 9    |
| 2014  | Moto2 | Tech 3   | QAT 12 | AME 10 | ARG NU | SPA 13 | FRA 26  | ITA 19 | CAT 7  | NED 16 | GER 11 | IND 15 | CZE 20  | GBR 16 | RSM NU  | ARA 14 | JPN 9  | AUS 16  | MAL 12  | VAL 12 | 18   | 45   |
| 2015  | Moto2 | Tech 3   | QAT NU | AME 17 | ARG 18 | SPA NU | FRA 16  | ITA 17 | CAT NU | NED NU | GER 19 |        |         |        |         |        |        |         |         |        | 24   | 20   |
| 2015  | Moto2 | Suter    |        |        |        |        |         |        |        |        |        | IND    | CZE 24  | GBR 10 | RSM NU  | ARA 18 | JPN 6  | AUS 14  | MAL 14  | VAL 18 | 24   | 20   |